# 에이원엔터테인먼트
에이원엔터테인먼트는 대한민국의 영화 배급사이다.

## 개요
대한민국의 기업. 영화 배급과 수입을 동시에 맡고 있다.

## 상세
일본 영화 및 일본 극장판 애니메이션을 대량으로 수입했다. 박수엔터테인먼트는 배급만, 미디어캐슬은 수입만 담당하지만 에이원엔터테인먼트는 수입과 배급을 동시에 한다. 사업은 그 이전에 시작하였으나 법인화는 2009년 3월에 하였다.
신카이 마코토의 애니메이션을 가장 많이 수입, 배급하였으나, 정작 그 중 최고 흥행작인 너의 이름은.은 미디어캐슬한테 빼앗겼다. 그래도 미디어캐슬이 너의 이름은.을 가지고 벌인 만행이 워낙 악랄한 데다 이쪽은 하이큐!! 극장판까지 더빙 개봉을 하여 팬들에게 좋은 평판을 받았다.

## 주요 수입 · 배급 작품

### 영화
- 기적: 그 날의 소비토
- 나라타주
- 나미야 잡화점의 기적
- 더 마더[1]
- 변태가면 2: 잉여들의 역습
- 빅터 영 페레즈
- 이름없는 새
- 클로버
- 평일 오후 3시의 연인

### 애니메이션
- 이 세상의 한구석에
- 슈타인즈 게이트: 부하영역의 데자뷰[2]
- 아치와 씨팍 (2020년 재개봉)
- 원더풀 데이즈 (2020년 재개봉)
- 조제, 호랑이 그리고 물고기들
- 피그테일 - 한국 개봉판은 다음 3개의 단편작을 하나로 묶어 개봉하였다. 이 단편의 공통점은 제작사(Production I.G)가 같다는 것 뿐이다.
- 피그테일
- 거미 소녀
- 킥하트

### 썬더 일레븐극장판 시리즈[3]
- 극장판 썬더일레븐: 최강군단 오우거의 습격
- 극장판 썬더일레븐 GO: 궁극의 우정 그리폰
- 극장판 썬더일레븐 GO VS 골판지 전사 W

### 유희왕 극장판
- 유희왕 듀얼몬스터즈 빛의 피라미드(2010년 재개봉)[4][5]

### 신카이 마코토 애니메이션 시리즈[6]
- 구름의 저편, 약속의 장소[7]
- 별을 쫓는 아이
- 초속 5센티미터
- 언어의 정원

### 하이큐!! 극장판
- 하이큐!! 끝과 시작
- 하이큐!! 승자와 패자
- 하이큐!! 재능과 센스
- 하이큐!! 콘셉트의 싸움
- 하이큐!! 땅 VS 하늘